# ملتهمة الهيدروجين الصفراء الكاذبة
ملتهمة الهيدروجين الصفراء الكاذبة (الاسم العلمي: Hydrogenophaga pseudoflava) هي نوع من البكتيريا، سلبية الغرام، تتبع جنس ملتهمة الهيدروجين.